# Tarpan dziki
Tarpan dziki (Equus ferus) – gatunek ssaka kopytnego z rodziny koniowatych (Equuidae), dzika forma konia domowego (Equus caballus) obejmująca wymarłego w XIX wieku tarpana (oraz kilka form wymarłych w czasach prehistorycznych) oraz występującego współcześnie konia Przewalskiego. Tarpan wymarł w XIX wieku, a koń Przewalskiego został uratowany na krawędzi wyginięcia i pomyślnie reintrodukowany. Najbardziej prawdopodobnym przodkiem konia domowego jest tarpan żyjący w czasie udomowienia koni na stepach Eurazji.